# Uwarowo
Uwarowo (russisch Уварово) ist eine Stadt in der Oblast Tambow (Russland) mit 26.830 Einwohnern (Stand 14. Oktober 2010).

## Geografie
Die Stadt liegt im Südosten der Oka-Don-Ebene etwa 120 km südöstlich der Oblasthauptstadt Tambow am rechten Ufer der Worona, eines rechten Nebenflusses des in den Don mündenden Chopjor.
Uwarowo ist der Oblast administrativ direkt unterstellt und zugleich Verwaltungszentrum des gleichnamigen Rajons.

## Geschichte
Uwarowo wurde 1699 von Kosaken gegründet. Die Bezeichnung ist vom Familiennamen Uwarow abgeleitet.
1770 wurde die Postroute Borissoglebsk–Kirsanow durch Uwarowo geführt, sodass es sich im Verlaufe des 19. Jahrhunderts zu einem regionalen Handelszentrum entwickelte.
1960 erhielt der Ort den Status einer Siedlung städtischen Typs und 1966 das Stadtrecht.

### Bevölkerungsentwicklung
| Jahr | Einwohner |
| ---- | --------- |
| 1939 | 10.800    |
| 1959 | 6.800     |
| 1970 | 24.946    |
| 1979 | 31.669    |
| 1989 | 34.554    |
| 2002 | 29.690    |
| 2010 | 26.830    |

Anmerkung: Volkszählungsdaten (1959 nach zwischenzeitlicher Teilung des Ortes nur Uwarowo Perwoje)

## Kultur und Sehenswürdigkeiten
Im nahen Dorf Iwanowka gibt es ein Museum für den Komponisten Sergei Rachmaninow, der dort am Anfang des 20. Jahrhunderts auf dem Landgut seiner Cousine und Ehefrau zeitweise lebte und arbeitete.
Im Dorf Staraja Olschanka befinden sich die Überreste des Landsitzes der Adelsfamilie Wojeikow, auf welchem häufig der Maler Wassili Polenow und seine Schwester, die Malerin und Illustratorin Jelena Polenowa weilten. Die zum Gut gehörende Auferstehungskirche (Воскресенская церковь/Woskressenskaja zerkow) von 1843 bis 1860 ist erhalten.

## Wirtschaft und Infrastruktur
In Uwarowo gibt es ein bedeutendes Düngemittelwerk sowie Betriebe der Lebensmittel- und Baustoffindustrie.
Die Stadt liegt an der Eisenbahnstrecke Tambow–Balaschow–Kamyschin (Stationsname Oblowka).